# Ернестина София фон Хоенлое-Шилингсфюрст
Ернестина София фон Хоенлое-Шилингсфюрст (на немски: Ernestina Sophia von Hohenlohe-Schillingsfürs; * 13 юли 1618; † 25 януари 1701 във Вердорф ан дер Дил, Хесен) е графиня от Хоенлое-Шилингсфюрст и чрез женитба графиня на Золмс-Браунфелс-Грайфенщайн и Вьолферсхайм.
Тя е втората дъщеря на граф Георг Фридрих II фон Хоенлое-Шилингсфюрст (1595 – 1635) и съпругата му графиня Доротея София фон Золмс-Хоензолмс (1595 – 1660), дъщеря на граф Херман Адолф фон Золмс-Хоензолмс.
Ернестина София умира на 25 януари 1701 г. във Вердорф ан дер Дил, Гисхарпен, Хесен, на 82 години и е погребана в Грайфенщайн.

## Фамилия
Ернестина София се омъжва на 24 април 1652 г. в Шилингсфюрст за граф Вилхелм II фон Золмс-Браунфелс-Грайфенщайн (1609 – 1676). Тя е втората му съпруга. Те имат децата:
- София Амалия (1653 – 1664)
- Фридрих Магнус (24 май 1654 –27 юли 1676), убит на 22 години в битката при Маастрихт, погребан в Грайфенщайн.
- Елеонора Сабина (1655 – 1742)
- Лудвиг Хенрих (1657 – 1657)
- Анна Йохана (1659 – 1727)